# Bogdan Klich

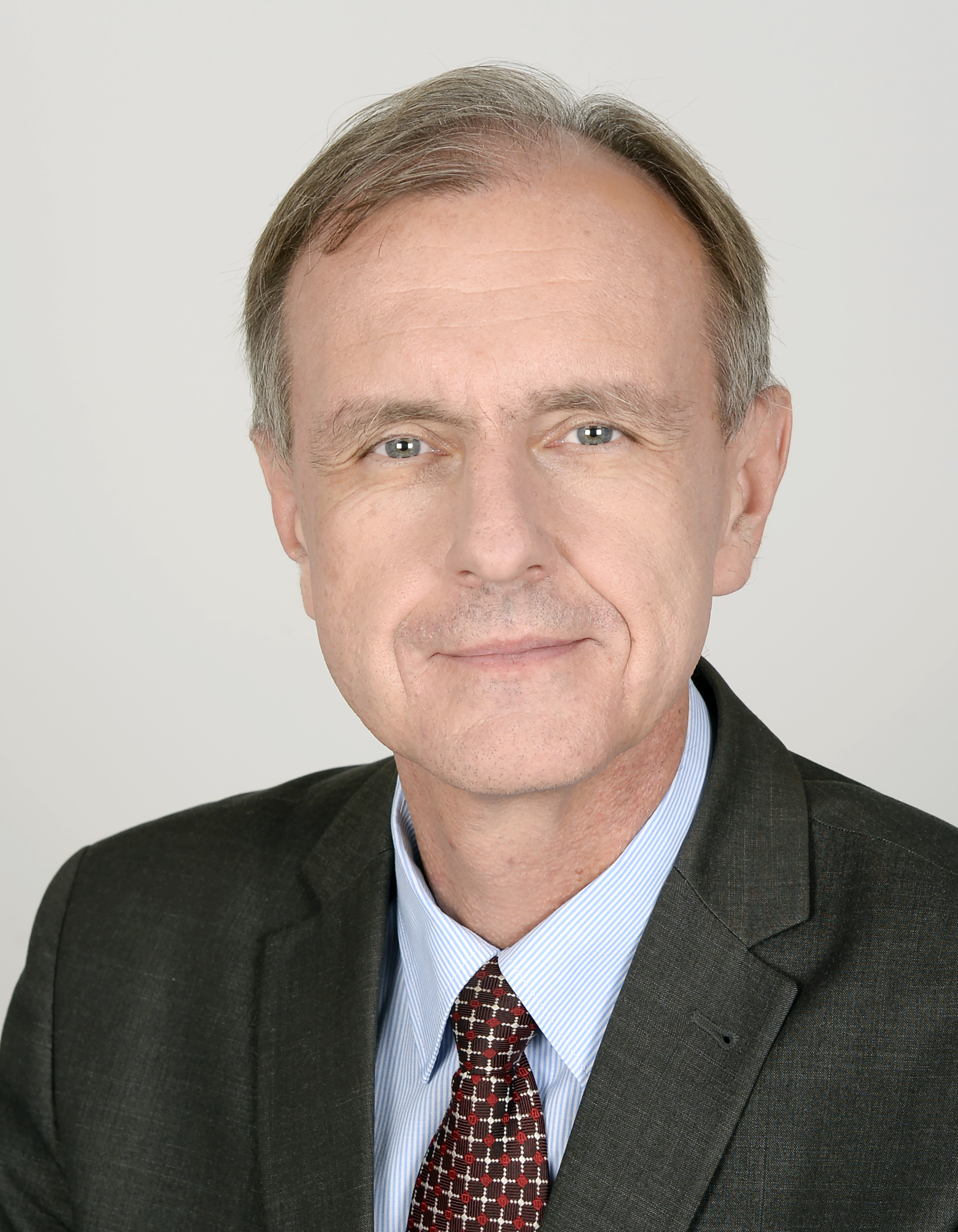
Bogdan Klich (2015)

Bogdan Adam Klich (* 8. Mai 1960 in Krakau) ist ein polnischer Politiker. Vom 16. November 2007 bis 2. August 2011 war er polnischer Verteidigungsminister. Von 2001 bis 2004 gehörte er dem Sejm in dessen IV. Wahlperiode und anschließend bis 2007 dem Europaparlament an. Seit 2011 gehört er durchgehend dem Senat der Republik Polen an. Im November 2024 wurde er an die Spitze der polnischen Botschaft in den USA gestellt, ohne dass die Regierung Tusk III über die Ablösung seines defacto Vorgängers Marek Magierowski eine Einigung mit Präsident Duda erzielt hatte.

## Leben und Beruf
Klich ist Doktor der Medizin und absolvierte an der Jagiellonen-Universität in Krakau ein Studium der Kunstgeschichte, das er 1987 abschloss. Nach seinem Studienabschluss arbeitete er zunächst in einer neuropsychiatrischen Klinik in Krakau. Von 1988 bis 1990 leitete er das Kunstmagazin „Tumult“. Anschließend leitete er die Nachrichtenredaktion des Fernsehsenders TVP Kraków. Von 1992 bis 1995 war er am Woiwodschaftsfachkrankenhaus in Krakau wieder als Arzt tätig.
Von 1998 bis 1999 war Klich Berater der polnischen Regierungen für die Beziehungen zur Europäischen Union. In den 1990er Jahren betrieben acht mitteleuropäische Staaten (Polen sowie Estland, Lettland, Litauen, Slowakei, Slowenien, Tschechien und Ungarn) den Beitritt zur EU; im April 2003 unterschrieben sie den Beitrittsvertrag.
Klich leitete von 1993 bis 2007 das Instytut Studiów Strategicznych bzw. dessen Vorgänger Międzynarodowe Centrum Rozwoju Demokracji in Krakau. Er gilt als Spezialist für internationale Politik. Er veröffentlichte zahlreiche Schriften zu den Themen Außenpolitik und internationale Sicherheit; er ist Dozent für Europawissenschaften an der Jagiellonen-Universität in Krakau.
Klich ist verheiratet und Vater von drei Kindern.

## Politik
Klich gehörte zu den Gründern des oppositionellen Studentenverbandes Studencki Komitet Solidarności w Krakowie, der sich nach dem gewaltsamen Tod von Stanisław Pyjas bildete. Später war er Mitglied des Unabhängigen Studentenverbandes NZS. Während des Kriegsrechts in Polen 1981 bis 1983 war er interniert.
Nach der politischen Wende in Polen schloss er sich zunächst dem Komitet Obywatelski „Solidarność“ und dann der Ruch Obywatelski Akcja Demokratyczna (ROAD) an, aus der 1991 die Unia Demokratyczna (UD), für die er bei der ersten vollständig freien Parlamentswahl 1991 erfolglos kandidierte, entstand. Als diese sich 1994 mit dem Kongres Liberalno-Demokratyczny (KLD) zur Unia Wolności (UW) vereinigte, wurde auch Klich Mitglied der neuen Partei.
1999/2000 ernannte ihn Premierminister Jerzy Buzek zum stellvertretenden Verteidigungsminister. In dieser Funktion war er für die polnischen Kontakte zur NATO verantwortlich. 2001 trat er der Platforma Obywatelska (PO) bei und wurde bei der Parlamentswahl des Jahres für den Wahlkreis Krakau in das polnische Unterhaus Sejm gewählt. Er blieb Abgeordneter, bis er bei der Europawahl im Juni 2004 für die Platforma Obywatelska ins Europäische Parlament gewählt wurde. Dort gehörte er der Fraktion der Europäischen Volkspartei an. Als der neue polnische Regierungschef Donald Tusk ihn am 16. November 2007 als Verteidigungsminister in sein erstes Kabinett berief, legte Klich sein Europa-Mandat nieder.
Klich erklärte am 29. Juli 2011 seinen Rücktritt als Verteidigungsminister, nachdem der polnische Untersuchungsbericht zum Flugunfall von Smolensk 2010 schwere Versäumnisse der polnischen Streitkräfte aufzeigt hatte. Tusk ernannte am 2. August 2011 Tomasz Siemoniak zum neuen Verteidigungsminister. Bei den Wahlen 2011, 2015, 2019 und 2023 wurde er jeweils für die PO in den Senat der Republik Polen gewählt. Von 2015 bis 2019 war er Fraktionsvorsitzender der PO im Senat. Danach war bis 2023 Vorsitzender des Auswärtigen Ausschusses und ist seither Vorsitzender Ausschusses Angelegenheiten der Europäischen Union und der Parlamentarischen Versammlung des Europarates.

## Auszeichnungen  und Ehrungen
- Ukrainischer Verdienstorden, 2010[12]
- Estnischer Orden des Marienland-Kreuzes (II. Klasse), 2014[13]